# Marxismo negro. La formación de la tradición radical negra
Marxismo negro: La formación de la tradición radical negra, publicado por primera vez en 1983 y reeditado en 2000, es un libro escrito por el activista estadounidense Cedric Robinson. Influenciado por muchos economistas afroamericanos y negros así como por pensadores radicales del siglo XIX, Robinson genera un análisis histórico-crítico del marxismo y la tradición Eurocéntrica a partir de la cual evolucionó. El libro no se basa ni reitera el pensamiento marxista, sino que introduce el análisis racial en la tradición marxista.

## Sinopsis
Marxismo negro se divide en tres partes, siendo la primera “El surgimiento y las limitaciones del radicalismo europeo”, la segunda “Las raíces del radicalismo negro” y la tercera “Radicalismo negro y teoría marxista”. A través de estas secciones, Robinson critica el Marxismo y su dependencia del determinismo. Las principales teorías que resultan del marxismo negro son el capitalismo racial y la tradición radical negra.

El libro comienza introduciendo la teoría del capitalismo racial, esto es, el proceso de derivar valor social y económico de la identidad racial de otra persona. Robinson desarrolla este término para corregir lo que, en su opinión, llevó a Karl Marx y Friedrich Engels a creer erróneamente que la sociedad burguesa europea racionalizaría las relaciones sociales. Robinson afirma que: 
“Como fuerza material (…) el racismo impregnaría inevitablemente las estructuras sociales emergentes del capitalismo. He utilizado el término 'capitalismo racial' para referirme (...) a la estructura posterior como un agente histórico”. 
Sostiene que todo el capitalismo está estructurado por el racialismo y produce desigualdades entre grupos. Por lo tanto, todo capitalismo debe ser reconocido como capitalismo racial.
Además de teorizar sobre el capitalismo racial, el marxismo negro pretende dilucidar la tradición radical negra del pasado, presente y futuro. Robinson relata varios actos de resistencia, desde las comunidades cimarronas del siglo XVII en las Américas hasta las luchas de liberación nacional del siglo XX, recurriendo a los eruditos W. E. B. Du Bois y CLR James para ejemplificar esta tradición.

## Publicación
Marxismo negro fue publicado por primera vez en 1983 por Zed Books. Fue reeditado en 2000 por University of North Carolina Press, con una introducción proporcionada por Robin D. G. Kelley. La segunda edición de Marxismo negro recibió tanto elogios como críticas dentro de la izquierda política estadounidense. En abril de 2021 fue traducido al español por la Editorial Traficantes de Sueños.

## Legado
Varios escritores han demostrado y escrito sobre la relevancia de Marxismo negro para los problemas del siglo XXI.
El movimiento Black Lives Matter (BLM) basa su análisis estructural de la opresión negra en el capitalismo racial. Específicamente, la organización Movement for Black Lives (M4BL) nombra el capitalismo racial en su plataforma política para 2020 titulada "Una visión para Black Lives". La academia destaca que BLM siga recurriendo al marxismo negro, lo que sugiere que las teorías del libro tienen una gran importancia para los movimientos radicales negros del pasado y del presente. Además, los académicos radicales contemporáneos defienden el marxismo negro por su capacidad para explicar el vínculo entre la violencia contemporánea contra los negros y las estructuras históricas de opresión.
La publicación de Marxismo negro ha determinado el desarrollo de los Estudios Negros además de influir en la definición de radicalismo dentro de la erudición negra. La tradición radical negra proporciona un rico recurso para los futuros retos de los Estudios Negros y actúa como un puente, ayudando a los académicos a "comprender el vocabulario conceptual utilizado por (...) los activistas intelectuales que investigan y enseñan sobre la relación entre raza y clase (...) [y] a identificar los conceptos necesarios para transformar las condiciones en las que actúa la tradición radical hoy por hoy.”